# Ryōichi Kawakatsu
Ryōichi Kawakatsu (川勝 良一?, Kawakatsu Ryōichi; Prefettura di Kyoto, 5 aprile 1958) è un allenatore di calcio ed ex calciatore giapponese, di ruolo centrocampista.